# Lee Kang-in
Lee Kang-in (Hangul: 이강인, Romaja: igang-in, Hán Việt: Lý Cương Nhân, sinh ngày 19 tháng 2 năm 2001) là một cầu thủ bóng đá chuyên nghiệp người Hàn Quốc hiện đang thi đấu ở vị trí tiền vệ tấn công hoặc tiền vệ cánh cho câu lạc bộ Ligue 1 Paris Saint-Germain và đội tuyển bóng đá quốc gia Hàn Quốc.
Là sản phẩm của học viện trẻ Valencia, Lee đã ra mắt chuyên nghiệp cho câu lạc bộ ở tuổi 17 vào năm 2018, trở thành cầu thủ bóng đá Hàn Quốc trẻ nhất ra mắt chuyên nghiệp ở châu Âu. Trong mùa giải đầu tiên, anh đã giành được Copa del Rey, trước khi ra mắt UEFA Champions League trong mùa giải chuyên nghiệp thứ hai. Lee gia nhập Mallorca vào năm 2021, nơi anh khẳng định mình là một trong những cầu thủ rê bóng hàng đầu châu Âu, trước khi rời Tây Ban Nha để đến câu lạc bộ Pháp Paris Saint-Germain vào năm 2023.
Năm 2019, Lee đã giành được Cầu thủ trẻ châu Á xuất sắc nhất năm ở cấp độ trẻ, cùng năm mà anh đã giành được của giải thưởng Quả bóng vàng của FIFA U-20 World Cup. Đội của Lee đã về nhì trong sự kiện này. Sau đó, anh đã có trận ra mắt chính thức ở cấp độ chuyên nghiệp cho Hàn Quốc vào tháng 9 năm 2019, và anh đại diện cho đội tuyển tham dự FIFA World Cup 2022 và AFC Asian Cup 2023.

## Sự nghiệp câu lạc bộ
Lee gia nhập học viện đào tạo trẻ của Valencia vào tháng 7 năm 2011. Ngày 15 tháng 12 năm 2017, Lee được gọi lên đội trẻ Valencia CF Mestalla. Anh ra mắt vào ngày 21 tháng 2 năm 2017 trong trận đấu với Deportivo Aragón.
Lee có bàn kiến tạo đầu tiên vào ngày 17 tháng 2 năm 2018 khi đối đầu với UE Llagostera. Anh có bàn thắng đầu tiên vào ngày 6 tháng 5 năm 2018 trong trận đấu với CE Sabadell FC.
Lee ra mắt lần đầu tiên trong đội 1 vào ngày 30 tháng 10 năm 2018, anh chơi 83 phút trong chiến thắng 2-1 của đội nhà trước CD Ebro tại Copa del Rey, qua đó trở thành cầu thủ bóng đá trẻ nhất Hàn Quốc ra mắt ở một giải đấu chuyên nghiệp tại châu Âu.
Lee ra mắt lần đầu tiên ở La Liga vào ngày 12 tháng 1 năm 2019, thay thế cho Denis Cheryshev ở phút thứ 86 trong trận hoà 1-1 trước Real Valladolid tại mùa giải 2018-19 khi mới 17 tuổi, 10 tháng và 24 ngày. Lee trở thành cầu thủ thứ hai và trẻ nhất ra mắt tại mùa giải 2018/19 La Liga sau Ander Barrenetxea của Real Sociedad (16 tuổi, 11 tháng và 24 ngày). Lee cũng trở thành cầu thủ ngoài Tây Ban Nha đầu tiên và cũng là cầu thủ người châu Á đầu tiên ra mắt tại Valencia CF. Anh là cầu thủ người Hàn Quốc thứ 5 chơi bóng ở La Liga (sau Lee Chun-soo năm 2003 cho Real Sociedad, Lee Ho-jin năm 2006 cho Racing de Santander, Park Chu-young năm 2012 cho Celta Vigo và Kim Young-gyu năm 2013 cho UD Almería).
Vào ngày 30 tháng 1 năm 2019, Lee chính thức được đôn lên đội một của Valencia, anh nhận áo số 16.
Vào ngày 17 tháng 9 năm 2019, Lee chính thức ra mắt tại UEFA Champions League với tư cách là người thay thế cho Rodrigo trong chiến thắng 1-0 trước Chelsea, anh trở thành cầu thủ trẻ nhất Hàn Quốc ra mắt tại đấu trường này khi mới 18 tuổi, 6 tháng, kỷ lục này trước đó được nắm giữ bởi Jeong Woo-yeong. Lee cũng trở thành cầu thủ trẻ thứ 5 từng ra mắt cho Valencia trong cùng một giải đấu. Vào ngày 25 tháng 9 năm 2019, anh ghi bàn thắng đầu tiên ở La Liga trong trận hòa 3-3 trước Getafe, trở thành cầu thủ trẻ không phải người Tây Ban Nha đầu tiên làm điều này cho Valencia khi mới 18 tuổi, 219 ngày - phá vỡ kỷ lục trước đó của Mohamed Sissoko, người đã ghi bàn tại UEFA Cup 2003-04 và là cầu thủ trẻ thứ ba từ trước đến nay; chỉ sau Juan Mena và Fernando Gómez. Tuy vậy, kỷ lục của Lee sau đó bị đồng đội người Mỹ Yunus Musah phá vào mùa giải tiếp theo.
Vào ngày 13 tháng 9 năm 2020, Lee trở thành cầu thủ trẻ nhất kiến tạo hai bàn thắng ở một trận đấu tại La Liga thế kỷ 21. Thành tích này được xác lập trong chiến thắng 4-2 của Valencia trước Levante khi anh mới 19 tuổi 207 ngày - phá vỡ kỷ lục trước đó thuộc về Juan Mata vào năm 2008 là 20 tuổi 150 ngày.

## Sự nghiệp quốc tế

### Đội tuyển trẻ
Lee được lựa chọn thi đấu cho đội U-20 Hàn Quốc tại giải U20 World Cup 2019 và chơi toàn bộ các trận từ vòng bảng cho đến knock-out, đóng vai trò dẫn dắt cả đội đến vị trí á quân lần đầu tiên trong lịch sử, cá nhân Lee cũng ghi được 2 bàn thắng và 4 pha kiến tạo trong 7 trận đấu. Với kết quả này, anh nhận được danh hiệu Quả Bóng Vàng với tư cách là Cầu thủ hay nhất giải đấu.

### Đội tuyển quốc gia
Lee được gọi lần đầu lên đội tuyển bóng đá quốc gia Hàn Quốc (đội 2) vào tháng 3 năm 2019 cho những trận giao hữu với Bolivia và Colombia, anh trở thành cầu thủ trẻ thứ 7 trong lịch sử được gọi lên tuyển. Vào ngày 5 tháng 9 năm 2019, Lee chính thức ra mắt đội 1 và thi đấu trọn vẹn cả trận trong trận giao hữu hoà 2-2 với Georgia. Lee đã đại diện cho đất nước của mình tham dự hai giải đấu FIFA World Cup 2022 và AFC Asian Cup 2023.
Tại Asian Cup 2023, giải đấu mà đội tuyển Hàn Quốc bị loại ở bán kết, dù đã để lại những ấn tượng xuyên suốt mùa giải khi đóng góp ba bàn thắng và những đường chuyền kiến tạo chuẩn xác, song anh đã bị chỉ trích vì thái độ thiếu chuyên nghiệp với các cầu thủ trước khi bị loại, trong đó anh có xô xát với Son Heung-min.

## Thống kê sự nghiệp

### Câu lạc bộ
Tính đến 9 tháng 7 năm 2025
| Câu lạc bộ          | Mùa giải            | Giải đấu            | Giải đấu | Giải đấu | Cúp quốc gia | Cúp quốc gia | Châu lục | Châu lục | Khác | Khác | Tổng cộng | Tổng cộng |
| Câu lạc bộ          | Mùa giải            | Hạng đấu            | Trận     | Bàn      | Trận         | Bàn          | Trận     | Bàn      | Trận | Bàn  | Trận      | Bàn       |
| ------------------- | ------------------- | ------------------- | -------- | -------- | ------------ | ------------ | -------- | -------- | ---- | ---- | --------- | --------- |
| Valencia B          | 2017–18             | Segunda División B  | 11       | 1        | —            | —            | —        | —        | —    | —    | 11        | 1         |
| Valencia B          | 2018–19             | Segunda División B  | 15       | 3        | —            | —            | —        | —        | —    | —    | 15        | 3         |
| Valencia B          | Tổng cộng           | Tổng cộng           | 26       | 4        | —            | —            | —        | —        | —    | —    | 26        | 4         |
| Valencia            | 2018–19             | La Liga             | 3        | 0        | 6            | 0            | 2        | 0        | —    | —    | 11        | 0         |
| Valencia            | 2019–20             | La Liga             | 17       | 2        | 2            | 0            | 5        | 0        | 0    | 0    | 24        | 2         |
| Valencia            | 2020–21             | La Liga             | 24       | 0        | 3            | 1            | —        | —        | —    | —    | 27        | 1         |
| Valencia            | Tổng cộng           | Tổng cộng           | 44       | 2        | 11           | 1            | 7        | 0        | 0    | 0    | 62        | 3         |
| Mallorca            | 2021–22             | La Liga             | 30       | 1        | 4            | 0            | —        | —        | —    | —    | 34        | 1         |
| Mallorca            | 2022–23             | La Liga             | 36       | 6        | 3            | 0            | —        | —        | —    | —    | 39        | 6         |
| Mallorca            | Tổng cộng           | Tổng cộng           | 66       | 7        | 7            | 0            | —        | —        | —    | —    | 73        | 7         |
| Paris Saint-Germain | 2023–24             | Ligue 1             | 23       | 3        | 3            | 0            | 9        | 1        | 1    | 1    | 36        | 5         |
| Paris Saint-Germain | 2024–25             | Ligue 1             | 30       | 6        | 3            | 0            | 11       | 0        | 5    | 1    | 49        | 7         |
| Paris Saint-Germain | Tổng cộng           | Tổng cộng           | 53       | 9        | 6            | 0            | 20       | 1        | 6    | 2    | 85        | 12        |
| Tổng cộng sự nghiệp | Tổng cộng sự nghiệp | Tổng cộng sự nghiệp | 189      | 22       | 24           | 1            | 27       | 1        | 6    | 2    | 246       | 26        |

1. ↑  Bao gồm Copa del Rey, Coupe de France
2. ↑  Số lần ra sân tại UEFA Europa League
3. 1 2 3  Số lần ra sân tại UEFA Champions League
4. ↑  Ra sân tại Trophée des Champions
5. ↑  Một lần ra sân tại Trophée des Champions, bốn lần ra sân và một bàn thắng tại FIFA Club World Cup

### Quốc tế
Tính đến ngày 10 tháng 6 năm 2025
| Đội tuyển quốc gia | Năm       | Trận | Bàn |
| ------------------ | --------- | ---- | --- |
| Hàn Quốc           | 2019      | 3    | 0   |
| Hàn Quốc           | 2020      | 2    | 0   |
| Hàn Quốc           | 2021      | 1    | 0   |
| Hàn Quốc           | 2022      | 4    | 0   |
| Hàn Quốc           | 2023      | 8    | 4   |
| Hàn Quốc           | 2024      | 17   | 6   |
| Hàn Quốc           | 2025      | 3    | 1   |
| Tổng cộng          | Tổng cộng | 38   | 11  |

Tính đến ngày 10 tháng 6 năm 2025
Bàn thắng và kết quả của Hàn Quốc được để trước.
| #  | Ngày                 | Địa điểm                                            | Số trận | Đối thủ    | Bàn thắng | Kết quả | Giải đấu                      |
| -- | -------------------- | --------------------------------------------------- | ------- | ---------- | --------- | ------- | ----------------------------- |
| 1  | 13 tháng 10 năm 2023 | Sân vận động Seoul World Cup, Seoul, Hàn Quốc       | 15      | Tunisia    | 1–0       | 4–0     | Giao hữu                      |
| 2  | 13 tháng 10 năm 2023 | Sân vận động Seoul World Cup, Seoul, Hàn Quốc       | 15      | Tunisia    | 2–0       | 4–0     | Giao hữu                      |
| 3  | 17 tháng 10 năm 2023 | Sân vận động Suwon World Cup, Suwon, Hàn Quốc       | 16      | Việt Nam   | 5–0       | 6–0     | Giao hữu                      |
| 4  | 16 tháng 11 năm 2023 | Sân vận động Seoul World Cup, Seoul, Hàn Quốc       | 17      | Singapore  | 5–0       | 5–0     | Vòng loại FIFA World Cup 2026 |
| 5  | 15 tháng 1 năm 2024  | Sân vận động Jassim bin Hamad, Al Rayyan, Qatar     | 20      | Bahrain    | 2–1       | 3–1     | AFC Asian Cup 2023            |
| 6  | 15 tháng 1 năm 2024  | Sân vận động Jassim bin Hamad, Al Rayyan, Qatar     | 20      | Bahrain    | 3–1       | 3–1     | AFC Asian Cup 2023            |
| 7  | 25 tháng 1 năm 2024  | Sân vận động Al Janoub, Al Wakrah, Qatar            | 22      | Malaysia   | 2–2       | 3–3     | AFC Asian Cup 2023            |
| 8  | 6 tháng 6 năm 2024   | Sân vận động Quốc gia Singapore, Kallang, Singapore | 28      | Singapore  | 1–0       | 7–0     | Vòng loại FIFA World Cup 2026 |
| 9  | 6 tháng 6 năm 2024   | Sân vận động Quốc gia Singapore, Kallang, Singapore | 28      | Singapore  | 4–0       | 7–0     | Vòng loại FIFA World Cup 2026 |
| 10 | 11 tháng 6 năm 2024  | Sân vận động Seoul World Cup, Seoul, Hàn Quốc       | 29      | Trung Quốc | 1–0       | 1–0     | Vòng loại FIFA World Cup 2026 |
| 11 | 10 tháng 6 năm 2025  | Sân vận động Seoul World Cup, Seoul, Hàn Quốc       | 38      | Kuwait     | 2–0       | 4–0     | Vòng loại FIFA World Cup 2026 |

## Danh hiệu
Valencia
- Copa del Rey: 2018–19

Paris Saint-Germain
- Ligue 1: 2023–24,[20] 2024–25[21]
- Coupe de France: 2023–24,[22] 2024–25[23]
- Trophée des Champions: 2023,[24] 2024[25]
- UEFA Champions League: 2024–25[26]
- UEFA Super Cup: 2025[27]
- FIFA Club World Cup á quân: 2025[28]

U-20 Hàn Quốc
- FIFA U-20 World Cup á quân: 2019

U-23 Hàn Quốc
- Đại hội Thể thao châu Á: 2022

Cá nhân
- Đội hình xuất sắc nhất Toulon Tournament: 2018[29]
- Quả bóng vàng FIFA U-20 World Cup: 2019[12]
- Cầu thủ trẻ xuất sắc nhất năm của châu Á: 2019[30]
- Cầu thủ trẻ xuất sắc nhất năm của Hàn Quốc: 2019[31]
- Bàn thắng đẹp nhất tháng của Ligue 1: Tháng 11 năm 2023[32]
- Đội hình nam Châu Á của năm IFFHS: 2023, 2024[33][34]
- Đội hình xuất sắc nhất AFC Asian Cup: 2023[35]